# Велики Семпетар
Велики Семпетар (Српски Семпетар, рум. Sânpetru Mare) је насеље и седиште истоимене општине, која припада округу Тимиш у Румунији. Насеље је значајно по присутној српској националној мањини у Румунији.

## Положај насеља
Село Велики Семпетар се налази у источном, румунском Банату, између Темишвара и Арада. Село је у Поморишју. Село је удаљено око 35 км од Темишвара на северозапад. Кроз место протиче речица Аранка. Сеоски атар је у равничарском делу Баната, близу реке Мориш.

## Историја
Према "Румунској енциклопедији" јавља се насеље у католичкој администрацији још 1333. године. Ту је била црква и свештеник. Од 1404. године насељавају се Срби и место вековима има српски етнички карактер. Године 1558. насеље се зове по српски, Велики Свети Петар. Насеље се 1690. године назива Свети Петар Српски или "Рацсенпетар". Румунски колонисти из Трансилваније стижу 1749. године. Настало је ново насеље "Санпетру Нови" 1796. године када су ту колонизовани Немци. У њему је 1808. године било 479 немачких становника.
Село посећују монаси манастира Пећке патријаршије 1660. и 1666. године, и добијају прилог од српских становника. Опис православне цркве зидане од печене цигле постоји из 1758. године. Богомоља је патосана циглом, покривена шиндром, са молованим темплом, зиданим торњем са два звона. Сматра се да је тај храм био у засеоку Зовњак, где је било и гробље около.
Семпетер је 1764. године био православна парохија у Чанадском дистрикту. По царском ревизору Ерлеру 1774. године "St. Peter" (Свети Петар) је насеље у Моришком округу, Чанадског дистрикта, насељено Србима и Власима. Када је 1797. године пописан православни клир у "Светом Петру" су четири свештеника. Пароси, поп Алексије Степановић (рукоп. 1757), поп Јован Петровић (1766), поп Сава Поповић (1779) и ђакон Јован Николајевић били су очигледно Срби, а служили су се српским и румунским језиком. Месној парохији је гравитирао Перјамош, као тадашња парохијска филијала.
Стрељан је по пресуди мађарског арадског суда 1. јуна 1849. године живописац Јован Суботић из Семпетра.
Биографије славних људи узео је као пренумерант 1807. године поп Јован Петровић парох месни. Исајловићеву књигу о историји трговине купили су мештани 1816. године: Теодор Манојловић и његов син ученик Николај. Српску књигу купили су први људи Српског Светог Петра 1846. године. Били су то: поп Симеон Путник парох, поп Павел Павловић парох, Данијел Фирићаски учитељ, Арон Михајловић трговац, Димитрије Манојловић "стаклар" и Ефтимије Ердељан кројач. Вуков немачко-српски речник набавио је 1872. године у Српском Св. Петру Паја Ивановић парох месни.
Године 1897. на други дан Ускрса у Српском Св. Петру извело је позоришну представу "Милош Обилић", по Стерији, месна Дилетантска српска омладина. По приложницима на забави која је уследила, видимо ко су тада водећи људи тог места. Помињу се: организатор Лаврентије Михајловић српски народни учитељ, те гости Богољуб Татаровић бележник, Дежи Ферх бележник, Младен Николић подбележник и Антон Хигл римокатолички свештеник. Чист приход од само 10 ф. послат је као прилог тог села за Српски учитељски конвикт у Новом Саду.
Године 1905. Српски Свети Петар је велика општина у Перјамошком срезу. Раније се место звало "Бегово". Ту живи 2.869 становника у 561 дому. Срби по свему доминирају; има их 2.163 православне душе (или 75%) са 376 кућа. Од српских јавних здања ту су православна црква и народна школа. Место је добро повезано са светом, има ПТТ инфраструктуру и жељезничку станицу.

## Становништво
По последњем попису из 2002. године село Велики Семпетар имало је 2.102 становника. Последњих деценија број становника опада.
Село је некада било вишенародно, што је и данас, али су некад јако малобројни Румуни постепено постали већина. Месни Срби, некада у већини, постали су мањина. Национални састав на појединим пописима био је следећи:
| Година пописа | 1910. год.    | 1992. год.    | 2002. год.    |
| Укупно ст.    | 2.824         | 1.998         | 2.102         |
| Срби          | 2.016 (71,4%) | 741 (37,1%)   | 525 (25,0%)   |
| Румуни        | 107 (5,1%)    | 1.039 (52,0%) | 1.460 (69,5%) |
| Немци         | 465 (16,5%)   | 30 (1,5%)     | 21 (1,0%)     |
| остали        | 237 (8,4%)    | 188 (9,4%)    | 96 (4,6%)     |

## Религија
Црквене матрикуле су заведене крајем 18. века: крштених 1784, венчаних 1780. и умрлих 1787. године.
Садашња црква посвећена празнику Летњем Св. Николи, подигнута је 1779. године од тврдог материјала. Дограђена, увећана је 1820. године. Темпло црквени резбарили су браћа Јањић, а иконе је осликао изгледа иконописац Никола Алексић. Икону "Богородица са крином" радио је 1843. године Павле Петровић. Неке иконе је насликао парох Иван Алексић између 1894—1900. године. Велика репарација извршена је 1929. године. У оквиру радова очистио је иконостас Никола Станковић, а свод над солејом моловао је Васа Поморишац. Последња репарација, рад на крову је из 1996—1998. године.
Тражен је у Српском Св. Петру 1895. године парохијски помоћник - капелан, у парохији 4. класе. Никола Јовановић парох и локални директор школски у Св. Петру је добио од аустријског цара "златни крст" за заслуге.
Године 1905. у месту је српска црквена општина, скупштина је редовна под председништвом Мише Радивоја. црквено-општински посед износи 36 кј. земље. Има две српске православне парохије - друге и четврте платежне класе. Нема парохијског дома, има две парохијске сесије од 61 кј. земље. Свештеници су тада: поп Миша Путник родом из места, ту служи 25 година и поп Милан Николајевић који је администратор парохије, премештен 1908. у Кнез.

## Образовање
Основна школа у месту постоји од 1740. године. Из расписаног стечаја за упражњено место српског учитеља у месту 1867. године виде се учитељска примања: поред годишње основне плате 144 ф. остало су допуне у натури, 60 пожунских мерова жита, три хвата дрва, 50 фунти соли, 12 фунти свећа, једно двогодишње свињче, осам хвати сламе, четири ланца ливаде те стан са баштом. У јесен 1883. године учитељица Софија Јекић поднела је оставку. Зато је расписан стечај за новог учитеља. Расписан је стечај за упражњено место српског учитеља 1895. године. Радило се о месној четвороразредној вероисповедној школи у Српком Св. Петру. Понуђена основна годишња учитељска плата је износила 360 ф. у новцу са другим мањим приходима и погодностима. По подацима из 1905. године она је српска народна, са једним здањем из 1857. године. Председник Школског одбора и школски управитељ је Јован Лазић, перовођа учитељ, Марко Ловренски школски старатељ. Учитељ је Симеон Путник родом из места, који служи шест година у месту. Учитељица је Милица Стојшић рођ. Деметровић. Редовну наставу је у то време пратило 205 ђака, а у пофторну ишло њих 46 ученика старијег узраста.